# Меліади
Меліа́ди, Ме́лії (грец. Meliades) — мелійські німфи, що їх народила Гея від крапель крові Урана. Меліади вважалися виховательками Зевса.